# Флоренцио Кампоманес
Флоренцио Кампоманес (на филипински: Флоренцио Кампоманес) е филипински шахматист, президент на Световната шахматна федерация (ФИДЕ) от 1982 до 1995 г., организирал 5 шахматни олимпиади.
Кампоманес е роден в Манила на 22 февруари 1927 г. Завършва бакалавърска степен по политика от Университета на Филипините през 1948 г., през 1951 г. завършва магистратура в Университета Браун, а през 1954 г. става доктор от Университета Джорджтаун във Вашингтон. От 1954 до 1956 г. преподава политика в Университета на Филипините.
Шахматното му звание е национален майстор. Печели първенството на Филипините по шахмат през 1956 и 1960 г. Участва в шахматните олимпиади през 1956 (Москва), 1958 (Мюнхен), 1960 (Лайпциг), 1962 (Варна) и 1966 (Хавана). Първият му пост във ФИДЕ е постоянен делегат на Филипините - от 1956 до 1982 г. През 1958 г. става международен съдия. През 1978 г. е сред организаторите на мача за определяне на световния шампион между Анатоли Карпов и Виктор Корчной в Багуио, Филипините.
През 1982 г. е избран за президент на Световната шахматна федерация. В тази роля прекратява мача за световната титла през 1984-85 г. между Карпов и Гари Каспаров без победител, след 48 изиграни партии. През 1993 г. част от играчите, начело с Гари Каспаров, се отцепват от ФИДЕ и основават Професионалната шахматна асоциация. По време на президентството му страните членки на ФИДЕ се увеличават от над 100 на над 150. Организира шахматните олимпиади през 1984 (Гърция), 1986 (Дубай), 1988 (Гърция), 1990 (Нови Сад), 1992 (Москва). През 1995 г. е наследен на поста от Кирсан Илюмджанов и е обявен за почетен президент на ФИДЕ.
През февруари 2007 г. катастрофира, като по същото време вече боледува от рак на простатата. За последно присъства на шахматно състезание през октомври 2008 - на мача за световната титла между Вишванатан Ананд и Владимир Крамник в Бон. Почива на 3 май 2010 г. във Филипините от рак на простата.